# Platymetopius rostratus
Platymetopius rostratus är en insektsart som beskrevs av Herrich-schaeffer 1834. Platymetopius rostratus ingår i släktet Platymetopius och familjen dvärgstritar. Inga underarter finns listade i Catalogue of Life.